# Liemers (regija)
Liemers (prej zapisano kot De Lijmers in Lymers ) je regija v nizozemski provinci Gelderland, ki leži jugovzhodno od Arnhema. Regija meji na nemško mejo na jugovzhodu, Spodnji Ren na jugozahodu, IJssel na severozahodu in Stari IJssel na severovzhodu. Nekoč je bila najemni urad vojvodine Guelders in pred tem nemški Gau (grofija). Leta 2015 je v Liemers živelo približno 147.000 ljudi.

## Lokacija
Liemers ni dobro znan v preostalih delih Nizozemske, regija je pogosto videna drugje kot del Achterhoeka. Pogosto se domneva, da je gozdno območje Montferlanda vzhodna meja in se nahaja v Achterhoeku. Drugo vidno stališče je ohraniti Stari IJssel kot regionalno mejo.  Zgodovinski viri kažejo, da Liemers vključuje območje med Renom, IJsselom in Starim IJsselom.  Liemers je tudi območje, ki je zdaj v Nemčiji, vključno z okolico cerkva v Eltenu. Občina Montferland se je pridružila turističnemu partnerstvu Achterhoeka, Achterhoek Tourism Foundation. Leta 2015 so se pojavile razprave o znakih z naslovom »Dobrodošli v Achterhoeku«, ki jih je ta fundacija postavila v Montferland.

### Pokrajina
Osrednji del Liemersa tvori rečna nižina iz zadnje ledene dobe, območje z obsežnimi polji in travniki ter nekaterimi majhnimi gozdnimi kompleksi. Liemers je večinoma sestavljen iz rečne gline. V središču regije se dviga Montferlandski morenski kompleks, ledeniška morena, ki je nastala v ledeni dobi. Območje okoli Montferlanda je središče peščenih tal v Liemersu, za katera je značilna rečna glina. Zaradi prisotnosti rečne gline, ki je preko Rena dosegla Nizozemsko, so ob Renu in IJsselu nastale številne tovarne opeke in ploščic. Tu je tudi več ladjedelnic.
Tam, kjer zdaj leži Stari IJssel, je včasih tekla reka Ren. Kasneje se je glavni tok premaknil proti mestu, kjer se zdaj nahaja Stari Ren. Leta 1707 je prekop Pannerdensch postal najpomembnejša drenažna povezava Rena. Tudi mejna reka Die Wild je pravzaprav stari rokav Rena. Liemers je bil stoletja poplavno območje Rena. Na primer, 1. marca 1784 se je Renski nasip pri Bislichu (blizu Reesa v Nemčiji) prebil in poplavil območje med 's-Heerenbergom in Doesburgom . Območje okoli Vethuizena je bilo močno prizadeto. V letih 1855 in 1856 je bil skoraj ves Liemers (z izjemo območja okoli Bergherbosa ) poplavljen.
V nasprotju s tem, kar omenjajo nekateri učbeniki, Ren ne vstopi v Nizozemsko pri Lobithu / Tolkamerju, ampak v celoti pri Millingen aan de Rijn, ki se nahaja južneje. Pri Spijku Ren le napol vstopi v Nizozemsko. Tolkamer ima svoje ime po tem, da so tu pobirali cestnino. Ladje, ki so želele prehod, so morale najprej plačati mitnino.

### Kulturne značilnosti
Liemersko narečje spada v spodnjefrankovsko narečje in ima značilnosti prehoda v spodnjosaščino. Narečni zemljevidi kažejo, da območje Starega IJssela tvori mejo med spodnjesaško severno in vzhodno Nizozemsko ter spodnjo frankovsko južno in zahodno Nizozemsko. Narečje Liemersov je del čezmejnega Kleverlandsa znotraj spodnje frankovščine.

## Zgodovina
Po propadu rimskega imperija v 5. stoletju so Franki – med drugim pleme Salijcev, Batavcev in Hamavi – zapolnili vakuum oblasti. Svoj imperij so v 8. in 9. stoletju razdelili na okraje. V državni organizaciji Karolingov ni bilo nenavadno, da sta bili dve grofiji združeni v eno upravno okrožje, grofijo. Hamaland (domnevno imenovan po Hamavih), ki je vključevalo IJsselgouw na severu in Leomeriški okraj (ali: Leomeriche in Leomerike), tj. Liemers, na jugu.
Liemers zgodovinsko ni enota. Na tem območju so se stoletja spopadali interesi Gelderlanda in Kleveja. Zahodni del Liemersa, plošča Liemersa, je bil od začetka 15. stoletja do leta 1815 del vojvodine Kleve, ki je bila od leta 1666 del Brandenburške-Prusije. Nekdanji gospostvo Bergh, gelderski fevd od 14. stoletja, tvori vzhodni del. Tudi Gendringen in Ulft sta nekoč pripadala Berghu.
Poročilo gelderskega oskrbnika iz leta 1340 navaja, da je imel Gelders v času njegovega skrbništva Liemersa posesti v Weelu, Zevenaarju, Bedburgu (to je Babberich), Angeroyenu, Westervoortu, Duivenu, Groessenu, Beeku in Zeddamu. Kleveška listina iz leta 1348 omenja v 'onssen lande van Lyemersch' posesti 'v Zevenarenu, v Weleju, v Duvenu, v Gruessenu, Dydem in Beke'. Leta 1355 je moral gelderski vojvoda sprejeti veliko odločitev, ko je zaradi finančne stiske svoje posesti v Liemerju in Emmerik zastavil svojemu svaku, grofu Kleveškemu. Zastava (delov) fevda je bila v fevdalnem sistemu običajen način zapolnitve finančnih vrzeli. Ker ta posest ni bila nikoli odkupljena, so ta območja stoletja ostala pod Kleveškim nadzorom. Gospod Berški je preprečil Kleveju pot do nadaljnje širitve svojega ozemlja v Liemersu, med drugim z zastavo Beeka in premoženja v Didam Kleveškim.
Velike spremembe so se na tem območju zgodile v času francoske vladavine. Kleveški urad Liemers je bil leta 1806 dodan Velikemu vojvodstvu Berškemu, ki se nahaja med Münstrom in Kölnom. Dve leti pozneje je bil Liemers dodan Kraljevini Nizozemski. Leta 1813 so bili Francozi poraženi, vse se je vrnilo v normalno stanje in območja Kleveja so bila postavljena pod prusko oblast. Vendar Urad Liemers ni bil obnovljen, ampak se je razdelil na Bürgermeistereyen Duiven in Zevenaar. Dunajski kongres je normaliziral cesarsko mejo, kar pomeni, da je pruska suverenost po dveh letih in pol prenehala obstajati. 1. junija 1816 je bilo območje dodano Kraljevini Nizozemski. Kot nadomestilo sta Schenkenschanz in del Bergha južno od potoka De Wild pripadla Prusiji, ki je razširila mesto Emmerik z Borgheesom, Speelbergom, Klosterbergom in Hassentom. 
V devetnajstem stoletju se je v nizozemskem političnem sistemu pojavil  sistem okrožij, v katerem je bil Liemers  najbolj jasno prepoznan v obliki volilnega okraja Zevenaar. To je bila volilna enota na volitvah v deželne stanove v času sistema okrožij  in je obstajala do leta 1918. V tem okraju so se za zmago potegovala zlasti rimskokatoliška volilna združenja.

V tem obdobju je bilo volilno okrožje Rheden tudi pretežno katoliško okrožje med volitvami v predstavniški dom in je v veliki meri sovpadalo z zgodovinskim območjem Liemers.
- Opis Liemersa v revijiCBSl eta 1920.
- Urad Liemers leta 1777

## Ime Liemers
Izvor imena 'Liemers' ni povsem pojasnjen. Po mnenju nekaterih se sklicuje na rimski »limes« (mejo). Limes se je raztezal od Črnega morja do Anglije (Hadrijanov zid). Po mnenju drugih se ime nanaša na odvodnjavanje Duivense in Westervoortse Broekland (-mers) prek potoka Lee (Ly-) na Renu. Ime se vrne v obdobju po Karlu Velikem v listini z dne 23. marca 838, v kateri je neki grof Rodgar prenesel številne posesti, ki se nahajajo v pagu Leomerice, na cerkev svetega Martina v Utrechtu. Zgoraj omenjena listina iz Kleveja iz leta 1348 govori o onssen lande van Lyemersch. Adolf Tibus opozarja na podobnost med regionalnim imenom in strukturo škofije Utrecht v zgodnjem srednjem veku. Tukaj je Leomerice največji obseg: od Westervoorta do Emmerika in od Kellena, blizu Kleveja, do Terborga.
Oznaki Lymers in Lijmers sta na primer kartografi pogosto uporabljali v devetnajstem stoletju.
Stalna rubrika »Sporočila Lijmers« v nekdanji regionalni novičarski reviji De Graafschapbode je vsebovala novice iz Liemersa.
Danes ime Liemers živi v imenih različnih podjetij, združenj in organizacij. Primeri tega so Center za dediščino Achterhoek in Liemers ter regionalni arhiv De Liemers in Doesburg.